# 苏鸿纲
苏鸿纲（1878年—1956年），字维三，男，云南晋宁人，中国教育家、政治人物，曾任云南省人民政府委员，云南省政协副主席。